# Ophthalmis basalis
Ophthalmis basalis là một loài bướm đêm trong họ Noctuidae.